# Gerald Hündgen
Gerald Hündgen (* 1952 in Bad Münstereifel; † 17. Juli 2007 in Köln) war ein deutscher Journalist und DJ.

## Leben
Hündgen studierte Geschichte und Soziologie in Köln. Er gehörte 1980 zu den Gründern der Musikzeitschrift Spex und war bis 1984 ihr erster Chefredakteur. Er schrieb für sie bis Ende der 1980er Jahre die Kolumne Soul Control und gab 1989 mit Olaf Karnik das Buch Chasin’ A Dream – Die Musik des schwarzen Amerika heraus. Ebenfalls gemeinsam mit Karnik gründete Hündgen 1985 das DJ-Team The Soulful Shack, mit dem er bis 1994 bundesweit auftrat. Ab 1990 war Hündgen Mitarbeiter, später auch Gesellschafter und stellvertretender Geschäftsführer der Marketingagentur neues handeln GmbH.
Hündgen starb 2007 in Köln. Seine Grabstätte befindet sich auf dem dortigen Melaten-Friedhof.

## Schriften
- Chasin’ A Dream – Die Musik des schwarzen Amerika (als Herausgeber, mit Olaf Karnik). Kiepenheuer & Witsch, Köln 1989, ISBN 978-3-462-01951-3.
- The Soul Decade (als Herausgeber, Doppel-LP). 1985, WEA 240 807-1.